# آري جان سرحان
آري جان سرحان منتج موسيقي (ملحن، مغني وموزع) سوري معاصر.

## النشأة والتعليم
ولد في حي ركن الدين في دمشق، واسمه باللغة الكردية يعني روح النار أو نار الروح،
تخرج من المعهد العالي للموسيقى بدمشق تحت إشراف الموسيقي الأذربيجاني عسكر علي أكبر عام 2012،
خلال سنوات دراسته، شارك آري جان في العديد من الحفلات الموسيقية كعازف بزق صولو وخاض أولى تجاربه في تأليف الموسيقى التصويرية التي وضعها للفيلم السينمائي الوثائقي «بطل البحار» إخراج طلال ديركي، كما عمل على تأليف الموسيقى لعدد من مشاريع التخرج والنشاطات المسرحية في المعهد العالي للفنون المسرحية إضافة إلى عدد من المسرحيات التي قدمت على خشبات المعهد المسرحي وخشبات المسرح القومي.
شارك في عدد كبير من ورشات العمل مع عازفين أمثال التركي «عدنان كوتش» والسوري «أيمن الجسري» وكان له حضور في العديد من الحفلات ضمن فعاليات احتفالية «دمشق عاصمة الثقافة العربية 2008» و«مهرجان الجاز 2010». بالإضافة لتلحين بعض شارات الأعمال التلفزيونية والسينمائية.

## أعماله
احترف آري جان مجال تأليف الموسيقى التصويرية منذ عام 2010 وحتى الآن حيث قام بتأليف الموسيقى التصويرية للعديد من الأفلام السينمائية السورية الطويلة والقصيرة إضافة إلى عدد من المسلسلات داخل سورية وخارجها نذكر منها:

### موسيقى تصويرية للافلام
1. «بطل البحار» إخراج طلال ديركي
2. «الرابعة بتوقيت الفردوس» إخراج محمد عبد العزيز - 2015
3. «حرائق» إخراج محمد عبد العزيز
4. «دوران» (فيلم قصير) - 2013
5. «الغيبوبة» - 2016
6. «رائحة الروح» مسلسل سوري ـ 2018
7. «أثر الفراشة» مسلسل سوري ـ 2019
8. «سندس» مسلسل سعودي من أنتاج mpc ـ 2022

### موسيقى تصويرية للمسلسلات
1. «شهر زمان» إخراج زهير قنوع - 2015
2. «مسلسل دنيا2» إخراج زهير قنوع - 2015
3. «نبتدي منين الحكاية» إخراج سيف الدين السبيعي
4. «زوال» إخراج أحمد إبراهيم أحمد
5. «دومينو» إخراج فادي سليم
6. «كارما» إخراج رودني حداد - لبنان

### موسيقى تصويرية لمسرحيات
1. «دراما» إخراج أسامة غنم والتي قدمت على خشبة مسرح القباني في دمشق 2018.

### تجربته التمثيلية
1. شارك كممثل في مسلسل بانتظار الياسمين (2015).[1]

### ألبومات

#### ألبوم جيان
نُشر الألبوم في شهر ديسمبر (2017)، حمل الألبوم اسم «جيان»، وهي كلمة كردية تعني «الحياة»، في حين أن كلمات أغاني الألبوم جميعها كانت باللغة العربية. وتمّ إطلاقه على خشبة مسرح «بيريت» في الجامعة اليسوعية في بيروت.

### أغاني سولو
وأطلق أغنية سولو بعنوان «ركب أصانصير» أداها الفنان أيمن رضا